# Парк Авиастроителей
Парк авиастроителей — парк в г. Воронеж. Расположен в Левобережном районе города недалеко от Ленинского проспекта. Одной из главных достопримечательностей парка является зоопарк, организованный в 1994 г.
Парк является популярной городской достопримечательностью: горожане и жители парка посещают зоопарк, гуляют по аллеям парка и около фонтана. Территория парка украшена деревянными скульптурами по мотивам русских народных сказок. В парк часто приезжают свадебные кортежи, около фонтана растёт «дерево любви», увешанное традиционными замками с выгравированными признаниями в любви.
Зоопарк занимает один зал. В нём есть террариум, конюшня, птичий зал и клетки для крупных животных. Всего в зоопарке живут 134 вида животных. Разработан проект, согласно которому почти вся территория парка будет отдана под зоопарк
Зимний сад располагает коллекцией экзотических растений из теплых стран, например, таких как лимон, гранат, грейпфрут, банановая трава, фейхоа, мандарины и кофейное дерево, а также коллекцией комнатных цветов.

## Галерея

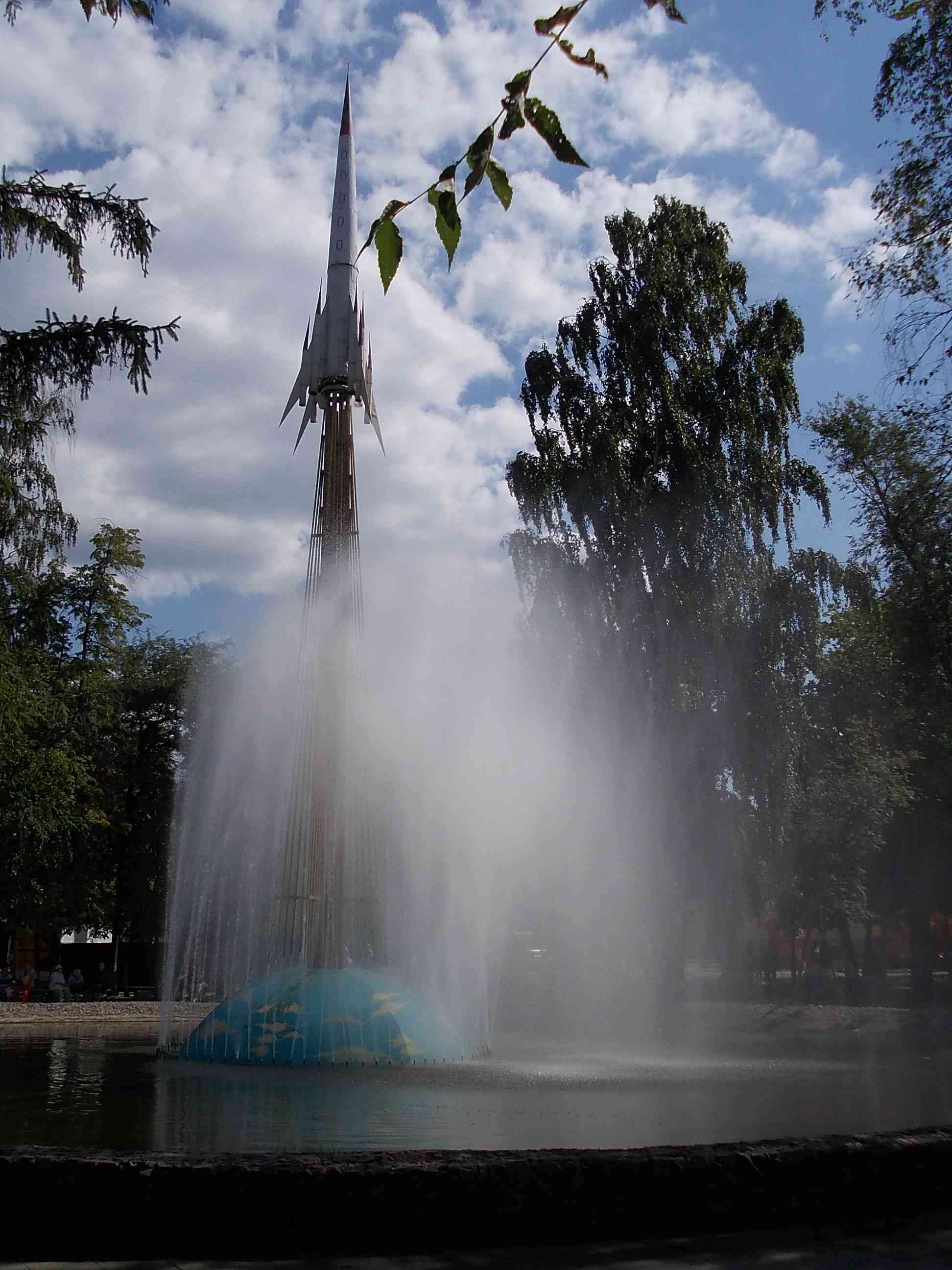
Фонтан в центре парка
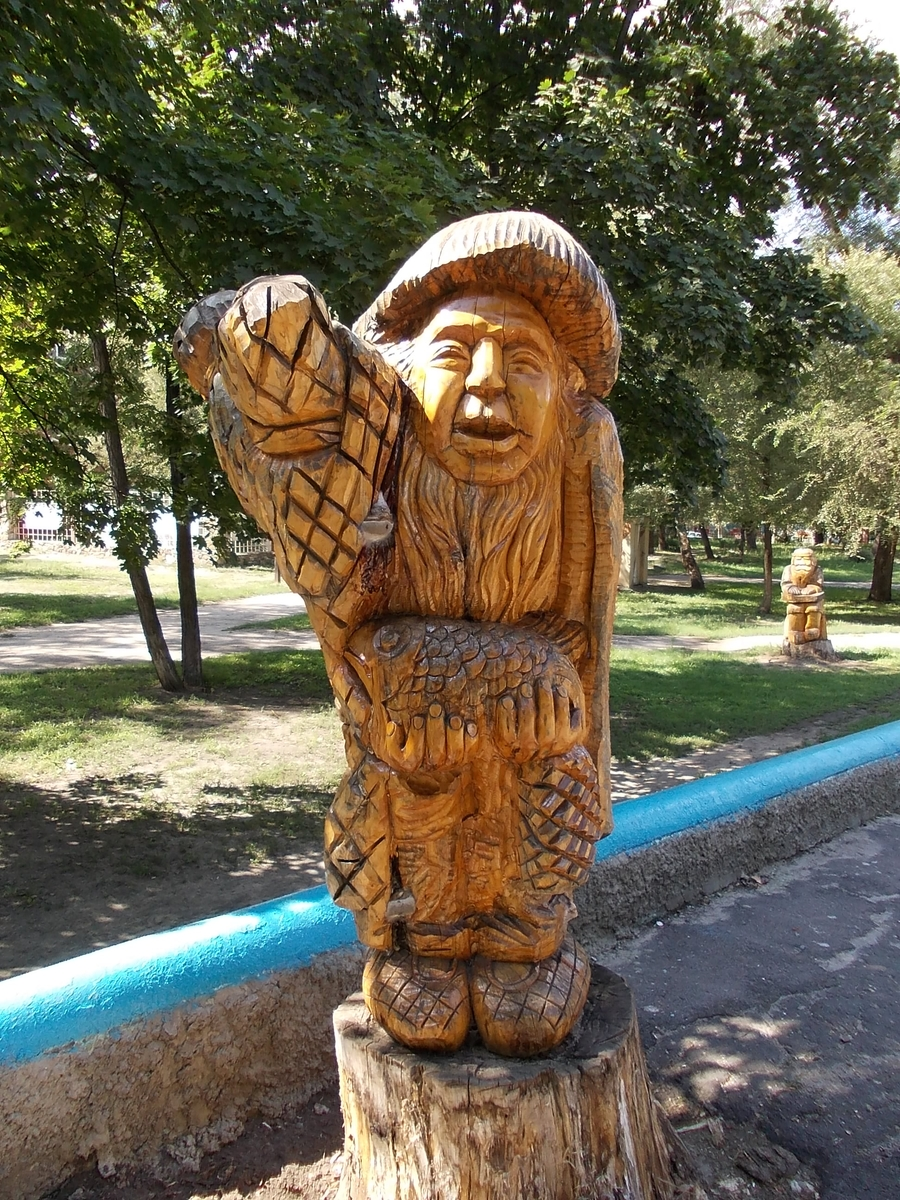
Парк украшают деревянные скульптуры
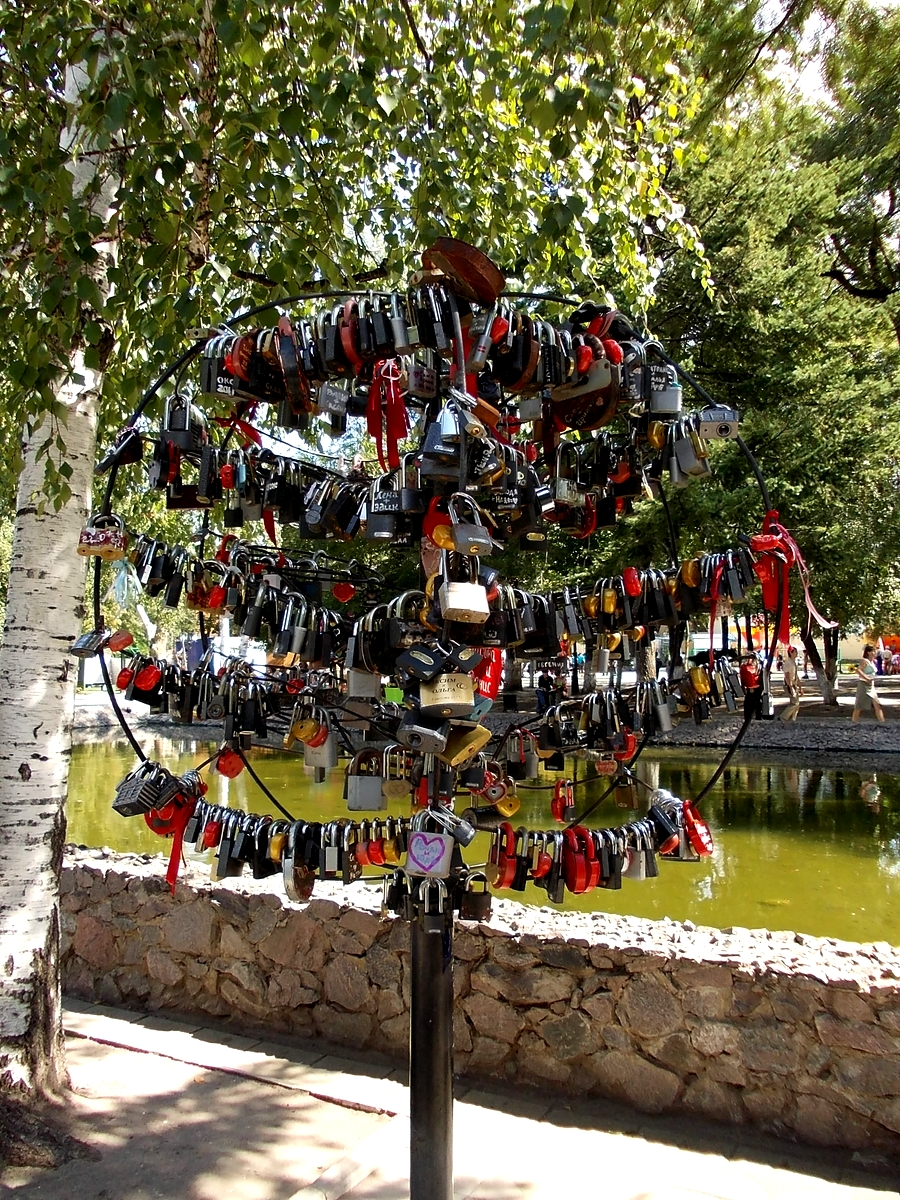
«Дерево любви»